# Ranco-tó
A Ranco-tó (spanyolul: Lago Ranco), Chile déli részén, Ranco tartományban, Los Ríos régióban található természetes eredetű tó. Az ország negyedik legnagyobb tava. Közigazgatásilag a tó La Unión, Futrono és Lago Ranco községek között osztható fel. A tóban szigetek egy csoportja található, melyek közül a Huapi-sziget a legnagyobb. A tó nyugati fele durván körvonalat formáz, míg keleti felén több öböl tagolja partvonalát. Földrajzilag a tó az úgy nevezett precodillera területén fekszik, mely rész az Andok és a Chilei Központi völgy közötti területeket jelöli. 
A miocén ideje alatt a tó medencéje összeköttetésbn volt a Csendes-óceánnal, annak egy öblét képezte. Ezalatt az időszak alatt számos tengeri élőlény váza ülepedett le a tó alján. A negyedidőszaki gleccserek idején a Patagóniai jégsapka vastag jégtakarója borította a tájat. A gleccserek nyomán a tótól nyugatra félköríves morénák maradtak hátra.

## Fordítás
Ez a szócikk részben vagy egészben  a   Ranco Lake című angol Wikipédia-szócikk ezen változatának fordításán alapul.  Az eredeti cikk szerkesztőit annak laptörténete sorolja fel. Ez a jelzés csupán a megfogalmazás eredetét és a szerzői jogokat jelzi, nem szolgál a cikkben szereplő információk forrásmegjelöléseként.